# 石盖蕨
石盖蕨（学名：Lithostegia foeniculacea）为鳞毛蕨科石盖蕨属下的一个种。

## 扩展阅读
- 維基物種上的相關：石盖蕨